# História de Silves
Silves é uma cidade e um concelho na região do Algarve, no Sul de Portugal. A sua história remonta a tempos muito antigos, podendo ter sido originalmente habitada pelos povos lusitanos, que teriam um castro na colina onde se ergue o castelo. A povoação foi depois dominada pelas tropas romanas. Silves atingiu uma grande importância política, cultural e económica durante o período muçulmano, entre os séculos VIII e XIII, sendo então conhecida como Xelb. Após a reconquista, foi concedido o foral à cidade em 1266 pelo rei Afonso III, semelhante ao que havia sido atribuído a Lisboa, a cidade teve uma importância bastante relevante no que viria a ser a expansão marítima portuguesa nos séculos seguintes, Infante Dom Henrique foi nomeado alcaide-mor da cidade em 1457. A cidade perdeu alguma da sua importância a partir do século XVI, acabando por perder a sua posição como sede do Bispado do Algarve para Faro em 1577, só vindo a recuperar importância já no século XIX com o desenvolvimento industrial.

## Ocupação lusitana e romana
A origem da ocupação humana da região vai desde o Paleolítico e Neolítico, sendo área de assentamento de povos indo-europeus relacionados, como os Cinetes, os Célticos e os Lusitanos, sobretudo no final da Idade do Bronze e Idade do Ferro. O local do Castelo de Silves pode ter sido originalmente ocupado por um castro lusitano, sendo que possa também ter estado ligado a povos fenícios e gregos.. Garcia Domingues, refere que as suas origens são muito remotas e que o mesmo já existia sobre forma de Castro, aquando da chegada dos romanos que o transformaram num poderoso reduto, o mesmo autor, refere que tudo indica que a fortaleza terá sido erguida pelos Cinetes/Cónios, sendo durante o período romano transformada num castelo. Maria Luísa Affonso dos Santos também atribui ao Castelo de Silves origem pré-romana (cinéticos), sendo posteriormente ocupado pelos romanos. A cidade poderá ter sido durante alguma tempo parte de uma colónia fenícia. O castro terá sido conquistado pelas tropas romanas em 201 a.C., que o tornaram numa base militar e num centro comercial, que terá atingido ainda uma grande importância. De acordo com os vestígios arqueológicos encontrados, durante este período teria existido aqui um núcleo religioso dedicado à Deusa Diana. Segundo diversas fontes, Silves teria um núcleo romano ancestral, onde se implanta a actual cidade, no séc. II, teria um importante templo, conforme testemunham dois volumosos capiteis de mármore, lápides e alguns materiais encontrados dispersos datados do mesmo período, sendo que a estrutura viária do centro histórico, também seria do período romano, tendo a Silves medieval herdado do planeamento romano duas grandes vias, correspondentes ao cardos máximo e ao decúmano, que se cruzam junto à Sé No sítio arqueológico do Cerro da Rocha Branca, situado perto de Silves, foram encontrados indícios de ocupação desde a Idade do Ferro até à Idade Média, passando pelos domínios romano e islâmico. Foram encontrados vários fragmentos de cerâmica, incluindo Terra sigillata e ânforas de tipologia tipologia ibero-púnica.. A origem do nome Silves deriva do núcleo ancestral que se chamaria Cilpes , muito provavelmente um topónimo Celta.
Foram encontrados outros prováveis vestígios da época romana no concelho, incluindo uma ponte em Alcantarilha, as Villas da Amoreira, em Algoz, de Vila Fria, perto da Silves Gare, de São Pedro, em São Bartolomeu de Messines, e do Torrejão Velho em Tunes, estruturas funerárias e uma mina na freguesia de São Bartolomeu de Messines, uma fortaleza e uma povoação portuária em Armação de Pêra, duas necrópoles na freguesia de São Marcos da Serra, necrópoles e outros vestígios perto de Alcantarilha, um tesouro com moedas em Santo Estêvão. um povoado junto à Barragem de Odelouca, e outro junto à Barragem do Funcho, com uma necrópole.

## Idade Média

### Período Visigodo

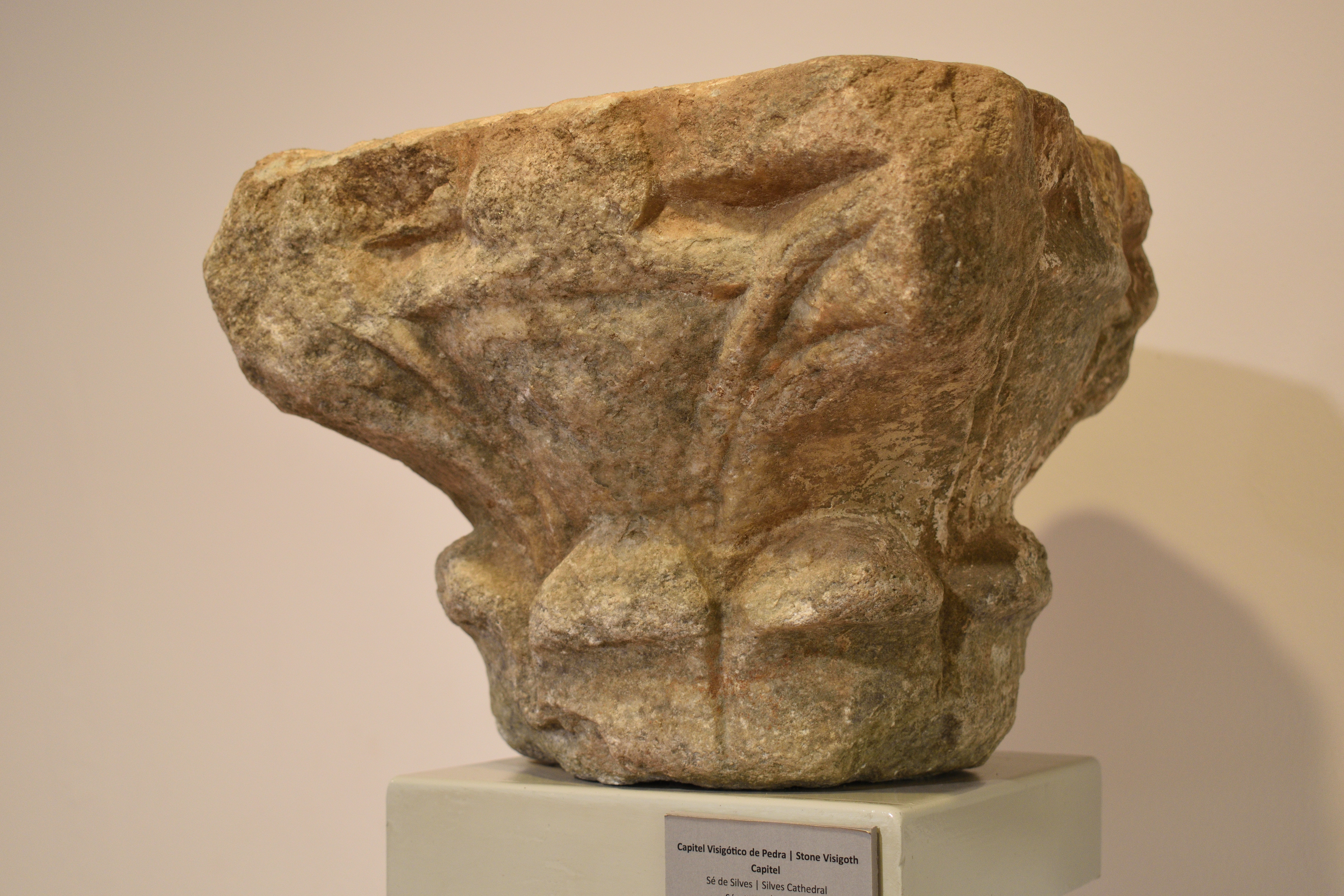
Silves - Capitel Visigótico

No século V, os povos germânicos entraram na Península Ibérica, primeiro os Suevos e só mais tarde os Visigodos. Silves foi integrada no reino dos Visigodos, neste período. Os vestígios da presença Visigoda, são elevados nesta região, nomeadamente na cidade de Silves, capiteis visigóticos encontrados, espólios de cerâmica, placa de mármore, com inscrição funerária, fragmento de ábaco e capitel de mármore cinzento, ambos de origem visigótica, assim como a primeira arquitectura complexa existente no Castelo de Silves, terá sido uma Basílica Cristã de origem Visigoda 

Saúda em Silves, Abu Becre Amigo
Os lugares tão queridos para mim
Da minha inesquecível juventude.
Pergunta-lhes se ainda me recordam...
Saúda sobretudo o Xaradjibe,
Esse lindo Palácio das Varandas...
Diz-lhe que vive longe um cavaleiro
Que morre aos poucos por tornar a vê-lo.
 Nele viviam, fortes e audazes,
Guerreiros que aos meus olhos pareciam
Leões de solta juba embravecidos...
E mulheres inquietas e formosas,
Como gazelas brancas ao sol-pôr...
Como eu recordo as selvas em redor
E a poesia sem par dos seus recantos...

Adaptação de Guerra Roque, a partir de uma tradução para o Espanhol de Garcia Gomez

### Domínio islâmico
A cidade foi tomada por forças islâmicas em 716, que lhe deram o nome de Xelb. O domínio muçulmano durou cerca de meio milénio, durante o qual a cidade conheceu uma grande expansão, tendo-se assumido como um importante centro político a nível regional. Pode desta forma ser considerada como um exemplo de uma cidade que retomou, durante o período islâmico, a importância que tinha perdido após a queda de Roma, situação que também ocorreu em Mértola, Alcácer do Sal, Santarém, Lisboa e Coimbra. Com efeito, Silves chegou a ser a capital do Emirado algarvio, tendo sido um dos vestígios mais emblemáticos da civilização islâmica na região ocidental da Península Ibérica. Alexandre Herculano referiu que «comparada com Lisboa, Silves era muito mais forte, e em opulência e sumptuosidade de edifícios dez vezes mais notável.», citação retirada da Relação dos Cruzados. Hermano Saraiva demonstrou dúvidas quanto à credibilidade desta afirmação, embora Silves tenha realmente sido uma cidade de grande importância política e económica a nível regional, enquanto que nesse período Lisboa seria pouco mais do que um longínquo povoado, cuja função económica estava parcialmente ligada à pirataria. A cidade de Silves também foi um núcleo da nobreza islâmica, tendo sido colonizada com habitantes originários da Península Arábica, principalmente iemenitas, em vez de berberes ou nativos de Marrocos. O geógrafo muçulmano Dreses descreveu a cidade como «Silves, bela cidade edificada numa planície, está rodeada de uma forte muralha. Os arredores estão cobertos de hortas e pomares. Bebe-se água de um rio que banha a povoação pelo Sul e move moinhos. O oceano fica apenas a três milhas, a ocidente. Tem um porto sobre o rio e estaleiros. As montanhas próximas produzem grandes quantidades de madeiras que se exportam para longe. A cidade é bonita e nela se vêem elegantes edifícios e mercados bem fornecidos. A população é constituída por árabes do Iémen e outros que falam um dialecto árabe muito puro. Sabem também dizer versos e em geral são eloquentes e hábeis, tanto a gente do povo com a das classes elevadas. Os habitantes do campo são extremamente hospitaleiros, ninguém os excedendo neste ponto.». Durante o período islâmico, foram consideravelmente expandidas as defesas da cidade, através da construção de uma nova muralha junto ao Rio Arade. Durante os finais do domínio islâmico, a população de Silves foi computada em cerca de trinta mil pessoas.
Durante os séculos IX e X, forças normandas atacaram a zona meridional da Península Ibérica, tentando tirar proveito de um período de guerras internas nos territórios muçulmanos, tendo atacado Lisboa em 884 e ameaçado as cidades de Silves e Sevilha, mas foram derrotados numa batalha naval no rio Arade em 996, com o apoio de reforços vindos de Sevilha. Durante o século XI Silves foi capital de uma taifa, um tipo de reino islâmico, que foi formado em 1028 ou 1048.

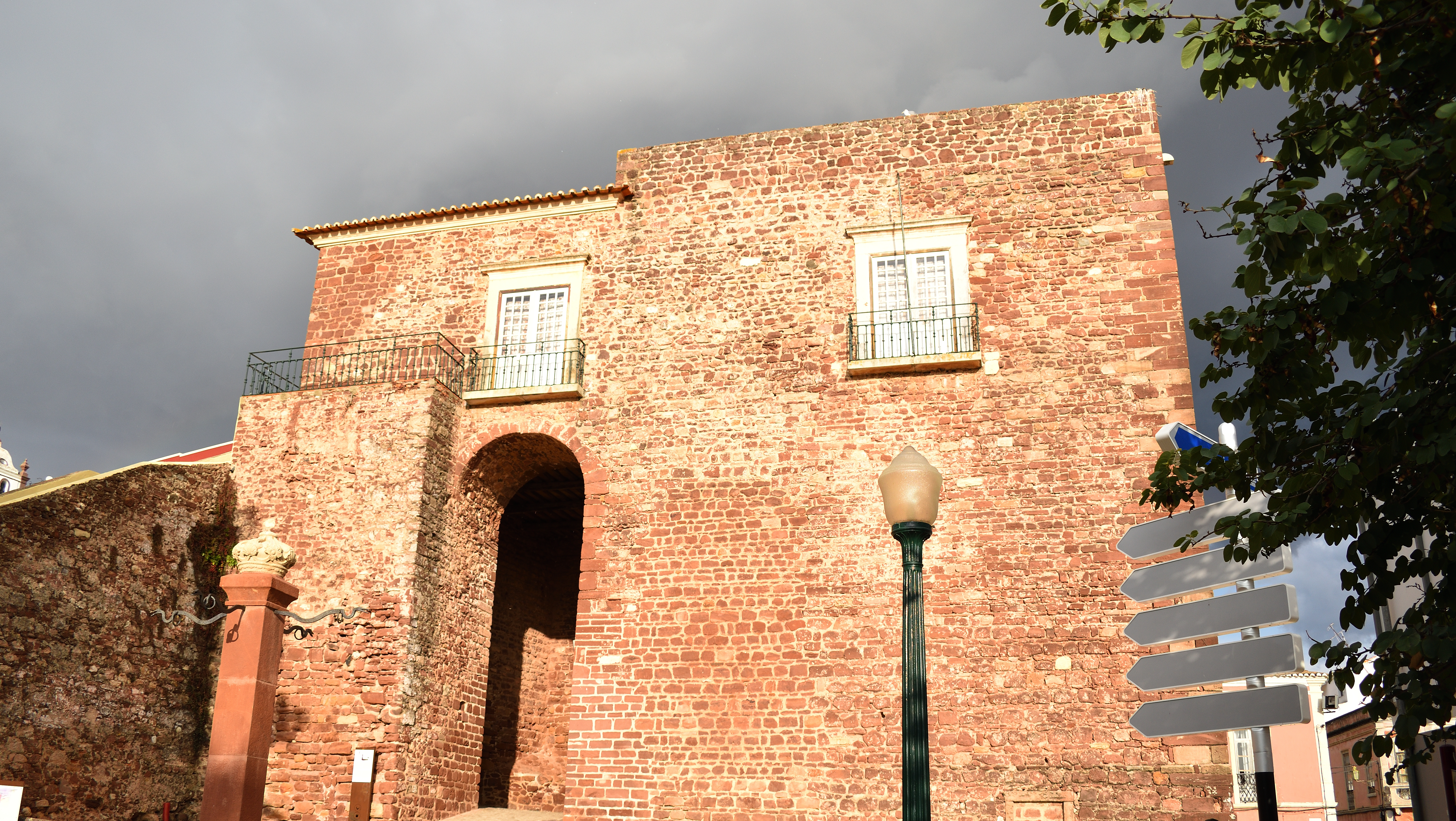
As Portas da cidade remontam ao período da I Dinastia portuguesa no século XIII. A Torre da Almedina de Silves, construída durante o domínio muçulmano, e muito alterada após a reconquista

Silves terá sido tomada e saqueada em 1060, pelo rei Fernando Magno, embora a cidade tenha regressado pouco tempo depois ao domínio islâmico. Uma das principais figuras da história de Silves durante o século XII foi ibne Cassi, que nasceu naquela cidade, e que depois de uma juventude pródiga dedicou-se ao ascetismo e à peregrinação. Estudou com o famoso líder religioso ibne Alarife em Almeria, dedicando-se ele próprio ao sufismo, e pouco depois começou a impelir os seus discípulos para a luta contra os almorávidas. Nos princípios do ano islâmico de 539 (1144 - 1155), ibne Cassi tomou a cidade de Mértola, e depressa a revolta espalhou-se para outras cidades, incluindo Silves, Beja e Évora. No entanto, pouco tempo depois surgiram divisões entre as forças de ibne Cassi, tendo este sido expulso de Mértola, que passou a ser aliada de ibne Handim, governador de Córdova. ibne Cassi foi então pedir ajuda a Abde Almumine, líder do Algarbe Alandalus, que o colocou à frente de uma campanha militar contra os almorávidas, em conjunto com Barraz ibne Maomé. A primeira cidade a ser conquistada foi Xerez, tendo depois atacado Niebla e seguido para Mértola, que já estava sob o controlo dos almóadas. Finalmente, tomaram Silves, que ficou a ser governada por ibne Cassi, enquanto que Barraz voltou para Mértola. Segundo os registos históricos, a cidade terá sido tomada pelas forças almóadas em 542 (1147 a 1148), ano seguinte ao da conquista de Marraquexe, que tinha sido a capital do Império Almorávida. Uma das suas maiores ambições era conseguir a independência da região ocidental do Alandalus, tendo-se autodenominado de mádi ou imame. Entre os vestígios islâmicos deste período encontram-se duas moedas, sendo uma delas um dinar, do tipo almorávida, cuja face indica que foi batido na cidade no ano islâmico de 544 (11 de Maio de 1149 a 29 de Abril de 1150), e a legenda al-mahdī bi-llāh. Foi o primeiro exemplar de uma moeda de ouro que foi cunhada por islâmicos, no território onde depois foi Portugal. A outra é um Qirat, de origem anónima, embora com uma referência a um imame, possuindo uma gravura das legendas muito semelhante à do dinar. Devido às legendas das moedas, é possível que estas tenham sido cunhadas durante o governo de ibne Cassi, como forma de aliciar a população da cidade para a sua causa de independência política e religiosa. Pouco tempo depois, ibne Cassi e a população de Silves revoltaram-se contra a dinastia almóada, durante um período de grande instabilidade na região do Magrebe. Depois de restaurar o controlo no Norte de África, Abde Almumine enviou um exército contra as cidades rebeldes na Península Ibérica, que se renderam. Em 545 (1150-1151) ibne Cassi voltou a revoltar-se contra Abde Almumine, tendo em 1151 procurado uma aliança com D. Afonso Henriques. No entanto, a população de Silves teve receio dos efeitos que esta aliança poderia causar, e assassinou-o no mês de Jumada I de 546 (correspondente ao período entre 16 de Agosto e 14 de Setembro de 1151).
Durante o início do segundo período do Califado Almóada, entre os séculos XII e XIII, Silves foi a capital de uma região que se prolongava desde Aljezur e o Sul da costa alentejana até aos modernos concelhos de Lagoa e Albufeira. Este território era defendido por uma linha de fortalezas, da qual fariam parte os castelos de Aljezur, Alferce, que controlava a via de Silves a Monchique, Belinho, que pode ter sido um forte avançado, Alcantarilha, que estava situado junto à estrada para Faro, e Paderne, que dominava a zona de fronteira entre a costa e do barrocal, e as regiões de Loulé e Silves.

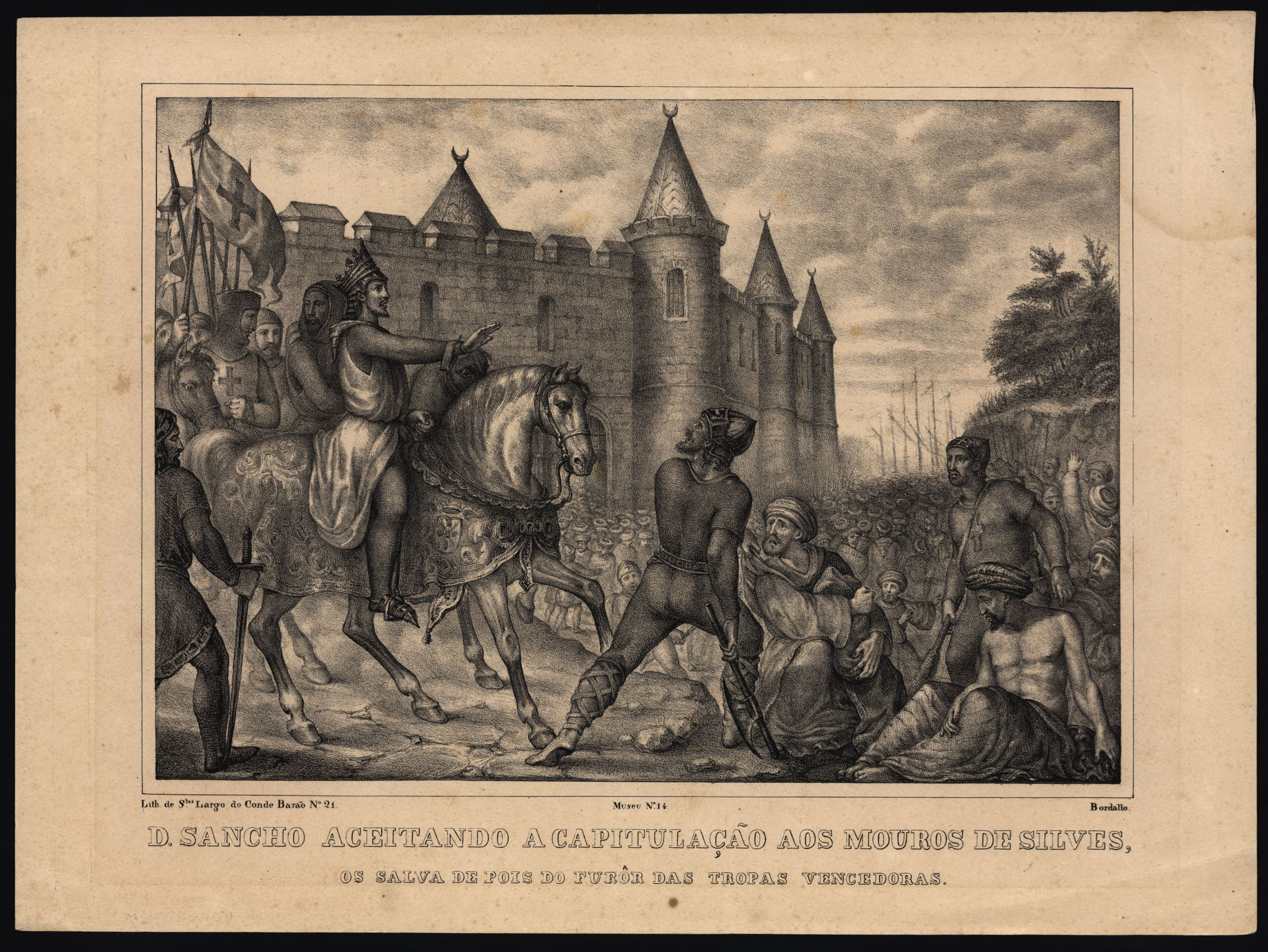
Gravura representando o rei D. Sancho a aceitar a rendição dos habitantes de Silves, e depois a protegê-los das tropas cristãs

### Reconquista
Em 1189 o rei Sancho I começou a planear a conquista de Silves, tendo chegado à conclusão de que a cidade era demasiado forte para ser atacada apenas pelas suas tropas, pelo que seguiu o exemplo do seu pai, que tinha empregue mercenários estrangeiros durante o Cerco de Lisboa. Assim, no Verão desse ano contratou um exército de cruzados nórdicos, que nessa altura estavam a passar de navio pela costa portuguesa com destino à Terra Santa, para o ajudarem na captura de Silves, sendo pagos com o saque da cidade. Esta força era composta por três mil e quinhentos homens de armas, de nacionalidade flamenga, germânica, britânica e dinamarquesa, e trinta e seis navios de alto bordo. A frota saiu do Rio Tejo em 16 de Julho desse ano, tendo subido o Arade até Silves apenas quatro dias depois. Os cruzados desembarcaram no ilhéu da Senhora do Rosário, iniciando o cerco, que durou até 3 de Setembro. Nesta incursão militar também participou D. Pedro Afonso, que ficou imortalizado nos relatos dos historiadores islâmicos.
Após a sua vitória, começaram o saque da cidade, durante o qual massacraram a população, apesar da intervenção do rei D. Sancho I. Os sobreviventes fugiram para Sevilha, enquanto que os cruzados prosseguiram a sua viagem para a Terra Santa, deixando a cidade ao abandono, que ficou vigiada apenas por alguns soldados. Além de Silves, os cruzados também conquistaram os castelos de Albufeira e Alvor, tendo neste último caso a população procurado refúgio em Silves, que era muito mais segura, devido às suas muralhas. D. Sancho I instalou a Catedral do Algarve em Silves, que antes estava sediada na cidade de Ossónoba, devastada pelas forças islâmicas. O primeiro Bispo de Silves foi D. Nicolau, um cónego regrante da Ordem de Santo Agostinho que tinha sido confessor do rei, e o primeiro fronteiro-mor em Silves foi Rodrigo Sanches, que recebeu o título de Anadel.
Porém, o primeiro domínio cristão de Silves só durou cerca de três anos, devido às investidas do Miramolim de Marrocos, Abu Iúçufe Iacube Almançor. Logo no ano seguinte à conquista da cidade, este atacou o território português com três exércitos, tendo chegado a cercar a cidade de Silves, embora sem sucesso. Porém, retomou a campanha no ano seguinte, tendo conseguido reconquistar as praças de Silves, Alcácer do Sal, Palmela e Almada, ficando com quase todo o território português a Sul do Rio Tejo. A batalha de 1189 e a posterior reconquista de Silves por parte das forças maometanas foi descrita pelo historiador islâmico Abde Aluaide de Marraquexe na sua obra História dos Almóadas, cujo relato foi traduzido por David Lopes como: «Quando chegou o anno anno [sic] de 585 (1188-1189 de J. C) Pedro filho de Henrique - amaldiçoado seja! - foi contra a cidade de Silves na Peninsula de Andalús. Cercou-a com as suas tropas, e os franges vieram em seu auxilio por mar com galés e albetoças. As condições d'este soccorro foram que os prisioneiros feitos pertenceriam a estes, e a elle a cidade, e assim se acordou. Atacaram-na, pois, por terra e por mar, fizeram os seus habitantes captivos e o filho de Henrique - amaldiçoado seja! - ficou senhor da cidade. Então o emir dos crentes fez prestes um grande exercito, e com elle se foi alêm mar com o proposito firme de libertar a dita cidade de Silves. Cercou-a, mas os cristãos, não podendo defendê-la, abandonaram-na e afastaram-se da região que ella domina. Quanto ao emir só se satisfez depois de lhes ter tomado uma das suas principaes fortalezas por nome Torroxo; e logo voltou á cidade de Marrocos.».
Silves permaneceu novamente sob domínio islâmico durante cerca de cinquenta anos, embora fosse já uma cidade devastada, longe do antigo fulgor que teve durante vários séculos. Foi definitivamente reconquistada em 1249, durante o reinado de D. Afonso III, por D. Paio Peres Correia, mestre da Ordem de Santiago, tendo os defensores sido massacrados. Neste ano foram igualmente recapturadas as cidades de Faro, Porches e Albufeira, concluindo desta forma o processo da reconquista portuguesa. Quando os cristãos entraram na cidade, esta estava quase deserta e com grandes parte dos edifícios em ruínas, pelo monarca iniciou o processo para o seu repovoamento e reconstrução. No entanto, na década de 1250 iniciou-se uma disputa entre Portugal e Castela pelo controlo do Algarve, tendo o rei Afonso X de Castela ordenado a construção de um grande templo em Silves, como forma de afirmar a fé cristã no ocidente da península. Por outro lado, a instalação deste grande núcleo religioso na cidade indica que se procurava manter o estatuto de Silves como capital da região. O rei de Castela abdicou ao domínio do Algarve em 1264, embora com certas condições, como o penhor dos castelos que já tinham sido atribuídos, tendo renunciado totalmente à região pelo Tratado de Badajoz, em 1267. Entretanto, em 1266 D. Afonso III concedeu a carta de foral a Silves, como parte dos seus esforços para repovoar e desenvolver a cidade. Também colocou ali o governo das Armas do Algarve, que permaneceu em Silves até ao reinado de D. Afonso IV. Porém, já nesta altura a cidade estava a sofrer os efeitos do progressivo assoreamento do Rio Arade, que limitou a sua navegabilidade, reduzindo a importância de Silves como um entreposto fluvial. A cidade foi também prejudicada pelo clima de insegurança que se fez sentir na região após o final da reconquista portuguesa, que levou ao abandono das cidades e à extinção das elites locais. Ainda assim, Silves era considerada como a cidade mais abastada, importante e populosa na região.
Em 1305, foram concedidos privilégios à população de Silves por D. Dinis, como parte de um processo daquele monarca de estreitar as suas ligações aos concelhos e à população, em detrimento do poder da nobreza. Em 1361, o rei D. Pedro concedeu a autonomia administrativa da vila de Lagos em relação a Silves, principalmente por motivos de defesa e judiciais, já que o processo de submeter os processos legais às autoridades de Silves e esperar pela resposta demorava muito tempo, criando graves problemas de justiça. Esta independência veio trazer grandes benefícios para Lagos, tendo contribuído de forma significativa para o desenvolvimento da vila durante os séculos XIV e XV.
Em 1380, D. Fernando voltou a atribuir privilégios a Silves, tendo esta medida sido tomada no âmbito de um programa real para desenvolver a economia nacional, que teve o seu início em 1377.

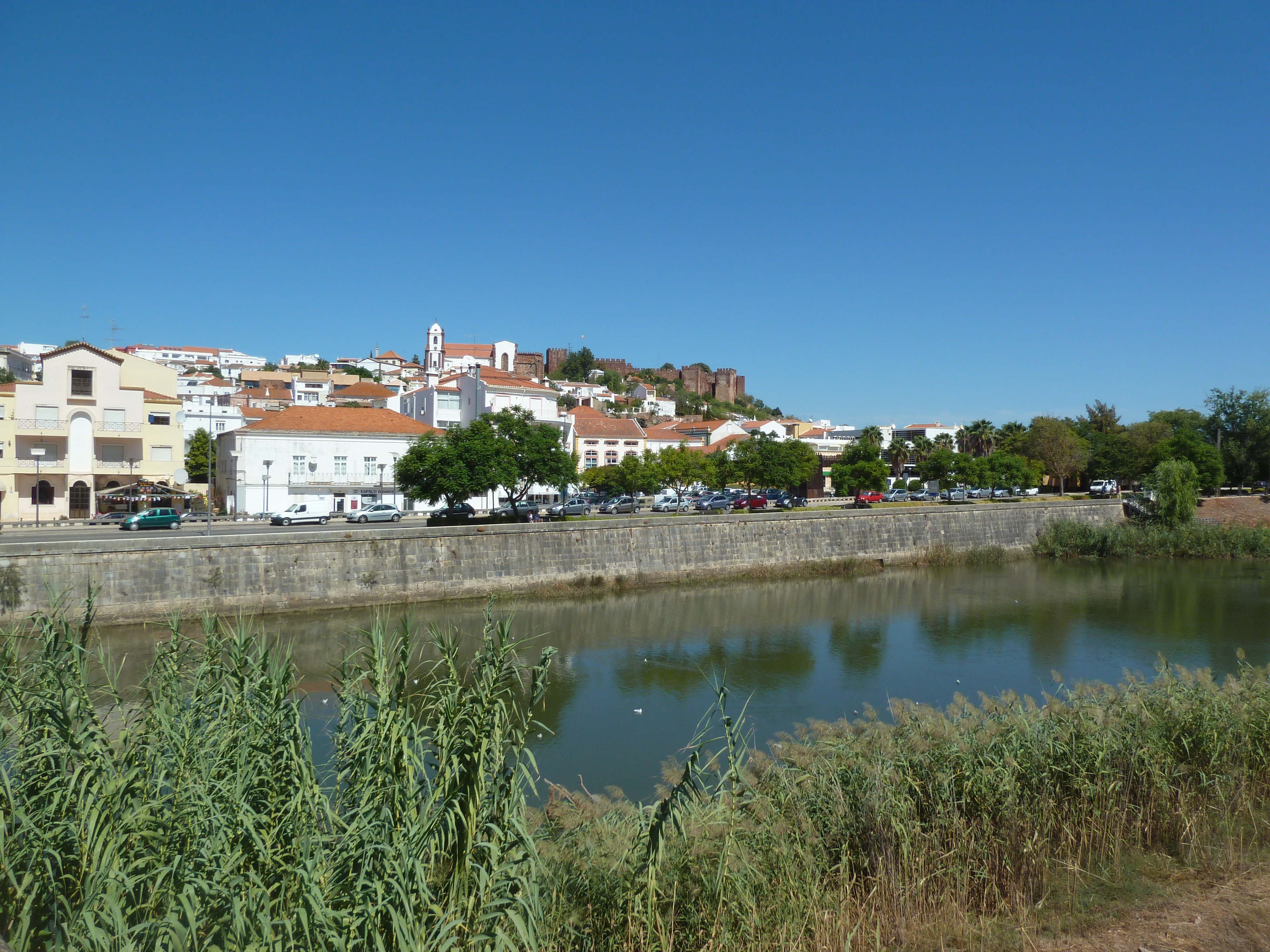
Cidade de Silves, vista a partir das margens do Rio Arade, em 2012

## Período moderno
No século XV o Algarve continuou a ser uma região de fracos recursos económicos, embora algumas cidades portuárias, como Lagos e Tavira, tenham ganho uma elevada importância no âmbito dos Descobrimentos Portugueses. Por exemplo, em 1426, um navio pilotado Diogo de Silves terá descoberto o Arquipélago dos Açores, de acordo com o mapa do cartógrafo Gabriel de Vallseca. Porém, Silves continuou em declínio, apesar de certas medidas para o seu desenvolvimento, como a concessão de novos privilégios aos moradores em 1487, por D. João II. Em Novembro de 1491 aquele monarca passou uma Carta de Feira a Silves, permitindo a criação da primeira feira em Silves, de Todos os Santos, que se realizou entre 1 de Setembro de 19 de Outubro de 1492. Em meados do século XVI mudou de calendarização, passando a ter lugar entre 31 de outubro e 2 de novembro. Este evento foi organizado de forma idêntica à de São Francisco, tendo as mesmas isenções e durante o mesmo período de 49 dias. A feira de Silves chegou a ter uma grande importância na região Sul de Portugal, atraindo mercadores não só do Algarve mnas também do Baixo Alentejo.
Na primeira metade de quatrocentos, durante os finais do reinado de D. João I, a população de Alvor procurou sair do domínio de Silves, devido principalmente ao progresso que a independência administrativa tinha trazido a Lagos, durante o século anterior. Porém, este pedido inicialmente não teve sucesso, apesar do apoio do Infante D. Henrique, que terá escrito à câmara de Silves para que lhe fosse cedida a povoação, e intercedido junto do seu pai neste sentido. Porém, o concelho de Silves conseguiu convencer o monarca a defender os seus interesses. Cerca de vinte e cinco anos depois, o Infante já tinha aumentado consideravelmente o seu poder, e conseguiu que a povoação de Alvor lhe fosse concedida. Em 1456, o Infante conseguiu obter a alcaidaria de Silves, começando a receber os direitos sobre a cidade em 1 de Janeiro do ano seguinte. Foi encontrada uma carta régia de doação, com a data de 15 de Fevereiro de 1457, embora muito provavelmente este documento seria uma substituição do original, que terá sido passado em 1456. Este processo não constituiu uma oferta mas uma troca pela vila de Gouveia, como ficou esclarecido na carta de 15 de Fevereiro, que referiu que a Alcaidaria de Silves foi doada «em satisfação e contentamento da dita vila de Gouveia». Porém, esta troca não se pode considerar como equivalente, já que em Silves o infante apenas tinha o poder de nomear alguns oficiais e cobrar as rendas, enquanto que em Gouveia tinha direitos muito superiores, uma vez que lhe tinha sido concedida como senhorio jurisdicional a título hereditário. Assim, o principal motivo para o Infante querer a vila de Silves terá sido uma vontade de fortalecer o seu domínio sobre a região do Barlavento Algarvio.
Devido ao seu estado de decadência, Silves foi incapaz de receber condignamente o rei D. Sebastião quando este visitou a cidade, tendo particularmente causado impressão o pálio que foi oferecido ao rei, que já estava muito degradado, e que era utilizado durante a procissão do Espírito Santo. Foi durante esta visita que o monarca ordenou que Lagos fosse elevada à categoria de cidade. Neste período, Silves também tinha perdido a sua relevância não só do ponto de vista económico mas também religioso, uma vez que os bispos já não residiam ali, devido à sua insalubridade. Assim, o rei João III chegou a ponderar a mudança da sede da diocese para Faro, embora não o tenha feito devido aos protestos da população. Ainda assim, em 1540 foi publicada uma bula que autorizava a transferência da sede do bispado. Este processo foi retomado pelo rei D. Sebastião, que pensou em transferir a sede para Faro, Tavira ou Lagos, tendo esta última sido considerada como a principal opção, embora fosse vulnerável aos ataques dos piratas mouros. Por outro lado, Tavira dispunha apenas de uma igreja de pequenas dimensões, enquanto que Faro possuía uma barra fechada, e uma igreja mais ampla, e com melhores condições para a sua adaptação a Sé. Assim, em 1577 a capital da Diocese do Algarve foi transferida de Silves para Faro, acentuando o processo de decadência da cidade. Em 1559, Alcantarilha foi assaltada por piratas mouros, tendo a população sido obrigada a procurar refúgio em Silves, devido à falta de defesas. Nesta época, Silves era considerada uma povoação de reduzida importância, alojando apenas cerca de duzentos habitantes, e uma fraca capacidade económica, sem lavoura nem comércio significativos. A maioria dos edifícios estavam em ruína, devido em parte a vários sismos, que destruíram a cidade várias vezes.
Em 1637, Silves foi um dos locais onde ocorreram motins populares contra o aumento de impostos, durante o Domínio Filipino. A revolta começou em 21 de Agosto, na cidade de Évora, alcançando o Algarve em Setembro, onde os camponeses atacaram vários centros urbanos. Em 1716 o frei Agostinho de Santa Maria confirmou o estado de decadência a que Silves tinha chegado, tendo relatado que «vê-se hoje quase destruída, deserta e arruinada, sem bispo, sem lustre e grandeza, como uma pobre e vil aldeia, porque não se veem nela mais do que umas arruinadas e deslustrosas casas, que já de todo estariam caídas se não obrigassem el-Rei os oficiais da justiça a residirem nelas.». Estes edifícios acabariam por ruir devido ao Sismo de 1755, que provocou também grandes danos na igreja. Nesta altura apenas restariam alguns lanços e torres das muralhas, a nave da catedral, e a Capela dos Mártires. A antiga Alcáçova de Silves terá sido reparada ainda no século XVIII. Nos anos finais do governo do Marquês de Pombal, este encetou um programa para o desenvolvimento do Algarve, que incluiu a formação dos concelhos de Silves e Lagoa e a fundação de Vila Real de Santo António.

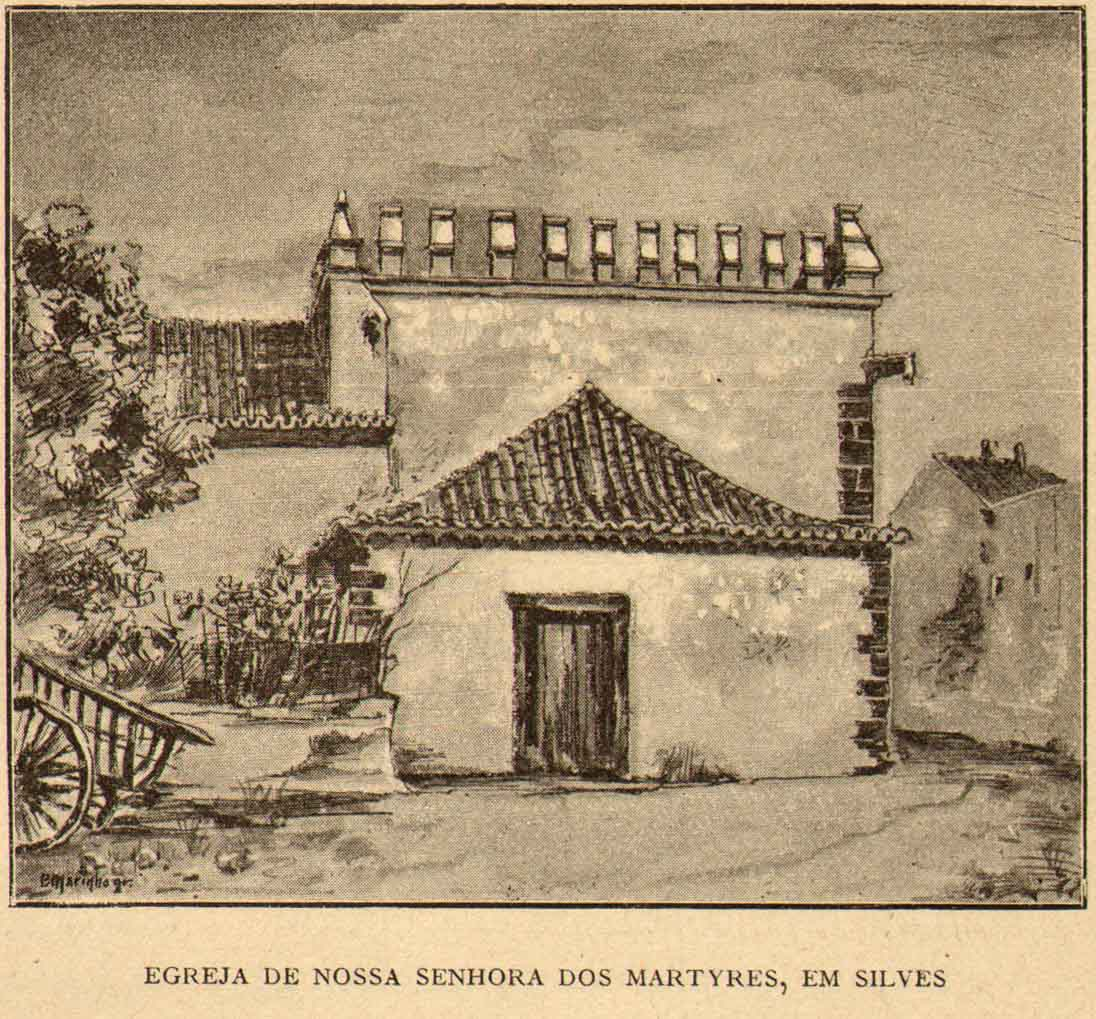
Gravura da Igreja de Nossa Senhora dos Mártires, da autoria de Alfredo Roque Gameiro, e publicada no livro História de Portugal, popular e ilustrada, de 1899

## Período contemporâneo

### Século XIX
O processo de decadência de Silves continuou até ao limiar do século XIX. Após a Guerra Civil Portuguesa, a cidade foi acossada pelas forças do líder miguelista Remexido, chegando a danificar as muralhas, que foram reparadas em 1835, a expensas dos habitantes. Mesmo após o fuzilamento do Remexido em 2 de Agosto de 1838, a cidade continuou a ser atacada pelas suas tropas, devido à sua situação geográfica perto da serra. Um dos assaltos mais significativos foi o da noite de 4 de Outubro de 1840, durante o Arraial da Senhora dos Mártires, junto à ermida com o mesmo nome, nos subúrbios de Silves, que apesar do clima de medo reuniu um grande número de pessoas. Para vigiar a festa, foi colocada uma força de dez agentes da Guarda Nacional, enquanto que em prevenção ficou um grupo de 23 soldados do Destacamento de Infantaria 25, alguns destes em patrulhas no interior da cidade. Os guerrilheiros tentaram cercar o recinto da festa, mas foram avistados por um popular, que deu o alerta, provocando o pânico entre a multidão, que fugiu para a cidade. Os guerrilheiros, ao ver a sua tentativa de cerco gorada, abriu fogo sobre a multidão, fazendo vários mortos. Os homens da Guarda Nacional, vendo que o seu número era muito inferior ao dos miguelistas, também retiraram-se para Silves, tendo ficado a defender a cidade enquanto que o Destacamento de Infantaria 25 saiu para atacar os guerrilheiros. O saldo final deste incidente foi de seis mortos e pelo menos catorze feridos, incluindo-se entre estes últimos um agente da Guarda Nacional e um soldado da Infantaria 25. Embora a situação no Algarve já fosse instável, a singular brutalidade deste ataque causou um grande terror entre as populações, principalmente a de Silves, que passou a dormir dentro das muralhas, onde estavam protegidos. O Administrador do concelho, Eugénio Damião Grade, enviou logo no dia 4 de Outubro uma carta ao Governador Civil sobre a situação, onde calculou que o número de guerrilheiros que participou no ataque tinha sido de quarenta. Em 7 de Outubro enviou uma nova missiva, onde corrigiu o número de guerrilheiros para mais de sessenta a pé, e afirmou que eram liderados pelo brigadeiro Mosqueira. Apesar da situação aflitiva em que se encontrava a cidade de Silves, o Governador Civil não respondeu às missivas, e não tomou quaisquer decisões no sentido de reforçar a segurança. Na sessão de 9 de Outubro da Câmara Municipal de Silves, o presidente, José Manuel Serpa, lançou uma proposta para que «se representasse sem perda de hum momento a s. ex.ª, o Comandante da 8.ª Divisão Militar, a critica situação em que esta cidade se acha pelo grande incremento da guerrilla em força de pé e cavallo, e que por isso se tornava de urgente necessidade que o destacamento aqui estacionado fosse reforçado com huma força suficiente e capaz de defender esta cidade de hum novo assalto, de pôr em segurança os dinheiros e papeis da Fazenda publica, e de proteger as authoridades no exercicio das suas funções, resalvando-se a Camara com este passo de qualquer responsabilidade, que sobre ella podesse pesar, se ficasse silenciosa, por novas e desastrosas ocorrencias, que hajão de sobrevir; e sendo esta proposta unanimemente approvada, resolveu-se neste sentido que se representasse a s. ex.ª o Comandante da 8.ª Divisão Militar e que esta representação fosse conduzida pelo próprio com ordem de esperar a resolução difinitiva [sic] de s. ex.ª.». Em 6 de Janeiro, o administrador de Silves relatou ao Governador Civil que a coluna do capitão Noutel tinha capturado o guerrilheiro Joaquim Consciência, suposto líder do ataque no ano anterior, e dois jovens que estavam armados. Três dias depois, informou que Joaquim Consciência e um dos jovens tinham sido fuzilados no Campo da Senhora dos Mártires, em Silves.

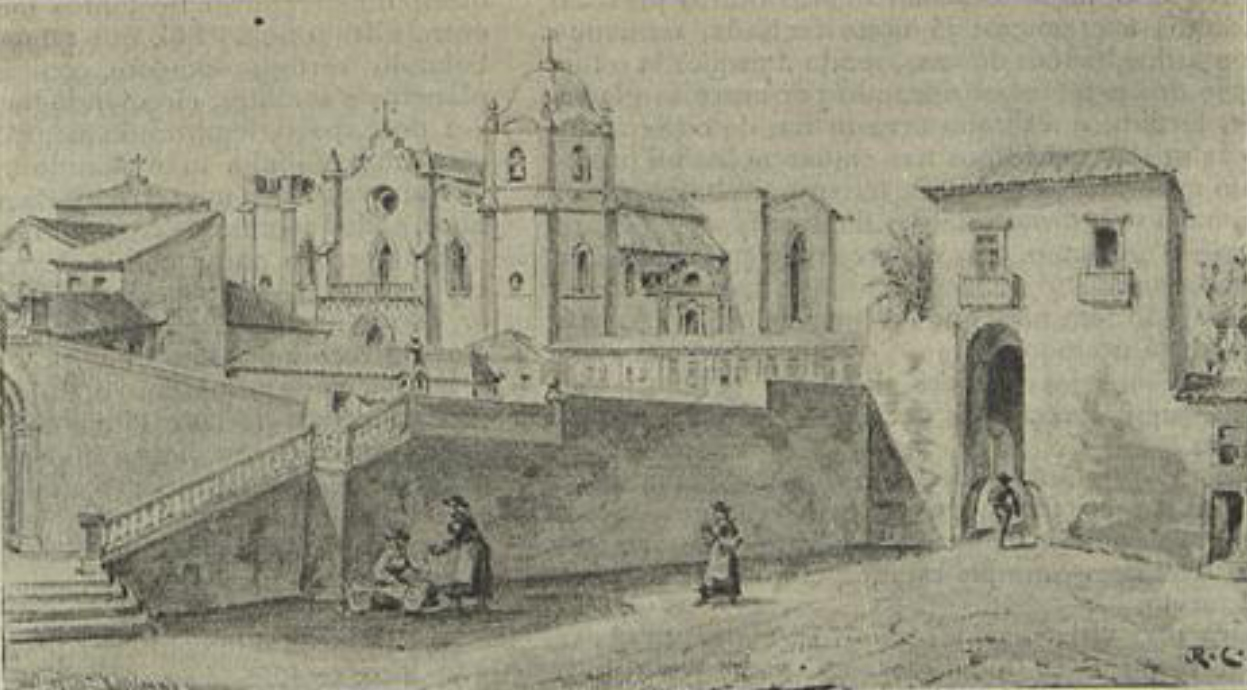
Gravura da Sé Catedral de Silves, publicado na revista O Ocidente, em 1911. O edifício à direita pode ser a antiga almedina

### Século XX
Durante o século XX, a cidade de Silves conheceu uma fase de expansão das suas infraestruturas, tendo por exemplo sido dotada de caminho de ferro em 1 de Fevereiro de 1902. Nesta época, já se tinha afirmado um importante centro agrícola, comercial e industrial, especialmente da indústria corticeira, sendo igualmente um núcleo de formação de operários da cortiça.
Durante a a ditadura, Silves foi um dos concelhos onde se verificou um maior resistência contra o regime, tendo vários habitantes sido presos por motivos políticos, e foram ali organizadas diversas greves. A cidade foi alvo de um forte controlo por parte da Polícia Internacional e de Defesa do Estado, que mantinha as associações vigiadas, censurava a imprensa e abria o correio dos cidadãos considerados suspeitos. Com efeito, Silves foi um dos principais centros laborais que participaram numa tentativa falhada de golpe de estado contra a ditadura em 18 de Janeiro de 1934, organizada pela Confederação Geral do Trabalho e pelo Partido Comunista Português, e que também teve lugar na Marinha Grande, no Barreiro e no Seixal. Nos anos 40, o Castelo foi alvo de grandes obras de restauro, tornando-se num dos principais monumentos militares islâmicos no Algarve. Em meados desta década, Silves ainda era um centro industrial com cerca de 10 mil habitantes, o que constituiu uma importante recuperação do período de decadência que tinha sofrido desde o final da Reconquista, mas ainda muito longe da antiga importância cultural, económica e política que tinha alcançado durante o domínio islâmico. Em 1950, estava prevista a implementação de um vasto programa de melhoramentos na cidade e no concelho, que incluiria o desenvolvimento das estradas e das redes de água e de electricidade, estando nessa altura a ser construída a Barragem do Arade. A cidade em si já tinha sido alvo de várias obras por parte do estado, incluindo a construção de uma escola, dos correios e de uma prisão. Porém, nesta época a economia da cidade estava novamente a entrar em decadência, devido principalmente ao colapso da indústria corticeira. Durante o mandato de Carlos Alberto Falcão como presidente da Câmara Municipal, nos anos 50, a cidade e o concelho de Silves conheceram um grande desenvolvimento, destacando-se a inauguração da Barragem do Arade em 1956, a abertura das primeira e segunda fases do Mercado em 1957, a fundação da associação cultural Grupo de Amigos de Silves em 1958, e a inauguração de uma nova escola, um novo edifício do Hospital, uma creche, um cinema e o bairro para pobres Dr. Francisco Vieira em 1959.
Em 1969, a cidade foi atingida por um sismo, que provocou danos no castelo. Durante a Revolução de 25 de Abril de 1974, a cidade ficou sem comunicações telefónicas devido à intervenção da Guarda Nacional Republicana em Portimão, e uma operação das tropas do Movimento das Forças Armadas na Fóia, pelo que a população só teve conhecimento do golpe de estado no dia 26 de Abril. A vitória dos revolucionários foi largamente festejada na cidade, e comemorou-se igualmente o Dia do Trabalhador, embora o ambiente de euforia tenha sido interrompido pelo suicídio do director da Escola Industrial e Comercial de Silves, José Vitorino Formosinho Mealha. Por pedido dos habitantes, nesse ano foi dado o nome de 25 de Abril e 1 de Maio a uma rua e a uma praça em Silves. O executivo camarário que já existia aquando da revolução continuou em funções até 19 de Junho de 1974, quando tomou posse a Comissão Administrativa, e em 12 de Dezembro de 1976 tiveram lugar as primeiras eleições autárquicas.
Na segunda metade do século XX, a cidade ficou à margem do desenvolvimento da indústria do turismo na região, devido principalmente ao assoreamento do Rio Arade, que impedia a navegação fluvial até à cidade. Como forma de remediar esta situação, José Hermano Saraiva propôs, além de obras para restituir a navegabilidade até Silves, também o estabelecimento de ligações culturais com o Iémen, e o desenvolvimento de uma indústria de artesanato e da oferta hoteleira, entre outras medidas, que afirmariam a cidade como um grande centro turístico e cultural na região.

## Leitura recomendada
- V Jornadas de Silves: actas / Jornadas... Silves: Associação de Estudos e Defesa do Património Histórico-Cultural do Concelho de Silves. 2002. 173 páginas
- ANDRADE, Maria Filomena; SILVA, Manuela Santos (2004). Forais de Silves: Foral Afonsino de 1266; Foral dos Mouros Forros de Silves, Tavira, Loulé e Santa Maria de Faro de 1269; Foral Manuelino de 1504. Silves: Câmara Municipal de Silves. 268 páginas
- CATARINO, Helena Catarino (2002). O Algarve islâmico: roteiro por Faro, Loulé, Silves e Tavira. Faro: Comissão de Coordenação da Região do Algarve. 50 páginas. ISBN 972-643-121-2
- COUTINHO, Valdemar, ed. (2001). Centros históricos de influência islâmica: Tavira, Faro, Loulé, Silves. Portimão: Instituto de Cultura Íbero-Atlântica. 55 páginas
- CÔRTE-REAL, Miguel Maria Telles Moniz (2007). Tombo do almoxarifado de Silves da Casa da Rainha: (século XVI). Silves: Associação de Estudos e Defesa do Património Historico-Cultural do Concelho. 139 páginas
- DUARTE, Maria João Raminhos (2010). Silves e o Algarve: Uma história da oposição à ditadura. Lisboa: Colibri. 584 páginas. ISBN 978-972-772-913-5
- GOMES, Rogélio Mena (2009). A estrutura urbana da cidade de Silves. Lisboa: Casa do Algarve. 20 páginas. ISBN 978-989-96133-0-0
- GOMES, Rosa Varela; GOMES, Mário Varela Gomes (2001). Palácio Almoada da Alcáçova de Silves. Lisboa: Biblioteca Eva-Maria von Kemnitz. 154 páginas. ISBN 972-776-100-3
- KHAWLI, Abdallah Khawli; SILVA, Luís Fraga da; FERNANDES, Maria Alice (2007). A viagem de Ibn Ammâr de São Brás a Silves (Comunicação apresentada no âmbito das 1ªs Jornadas As vias do Algarve da Época Romana à Actualidade). São Brás de Alportel: Câmara Municipal de São Brás de Alportel. 80 páginas
- REIS, João Vasco (2019). Silves, 90 anos de Crédito Agrícola (1929-2019): História do mutualismo e da Caixa de Crédito Agrícola Mútuo. Silves: Caixa de Crédito Agrícola Mútuo de Silves. 207 páginas
- REIS, João Vasco (2015). Mater Misericordiae: tempo e identidade = A Santa Casa da Misericórdia de Silves. Silves: Santa Casa da Misericórdia de Silves. 305 páginas. ISBN 978-989-20-6034-7
- REIS, João Vasco (2002). Vozes da pedra: tumulária e armaria da Sé Velha de Silves. Silves: Câmara Municipal de Silves. 228 páginas. ISBN 972-8505-03-5
- MENDONÇA, José Inácio (2004).  RIBEIRO, Alice da Silva, ed. Individualidades notáveis de Silves e do seu concelho: séculos XIX-XX. Silves: Câmara Municipal de Silves. 61 páginas. ISBN 972-8505-05-1
- RIBEIRO, Maria Eulina; PEREIRA, Maria Luísa; GONÇALVES, Vera Inês (2011). Memórias escondidas: Fundo Arquivístico da Sé Catedral de Silves. Silves: Câmara Municipal de Silves. 47 páginas
- RODRIGUES, Manuel A. (2003).  LINHARES, Jorge, ed. A tomada de Silves por D. Sancho I (1189). Col: Algarve muçulmano (711-1249). Volume 1 de 6. Lisboa: DestArte. ISBN 972-8496-23-0
- SOUSA, João Silva de;  et al. (2016). O Infante D. Henrique, Alcaide-Mor de Silves (1457): Comemorações dos 550 anos. Silves: Câmara Municipal de Silves e Instituto de Arqueologia e Paleociências da Universidade Nova de Lisboa. 83 páginas. ISBN 978-972-8505-26-4
- WILSON, Jonathan; SHACKLETON, Ian Craig (2009). The siege and conquest of Silves 1189: A tale of the third crusade by an anonymous crusader (em inglês). Silves: Mesquita Press. 107 páginas. ISBN 978-989-96352-0-3